# 1 Pułk Tyralierów-Strzelców Pieszych Gwardii Cesarskiej

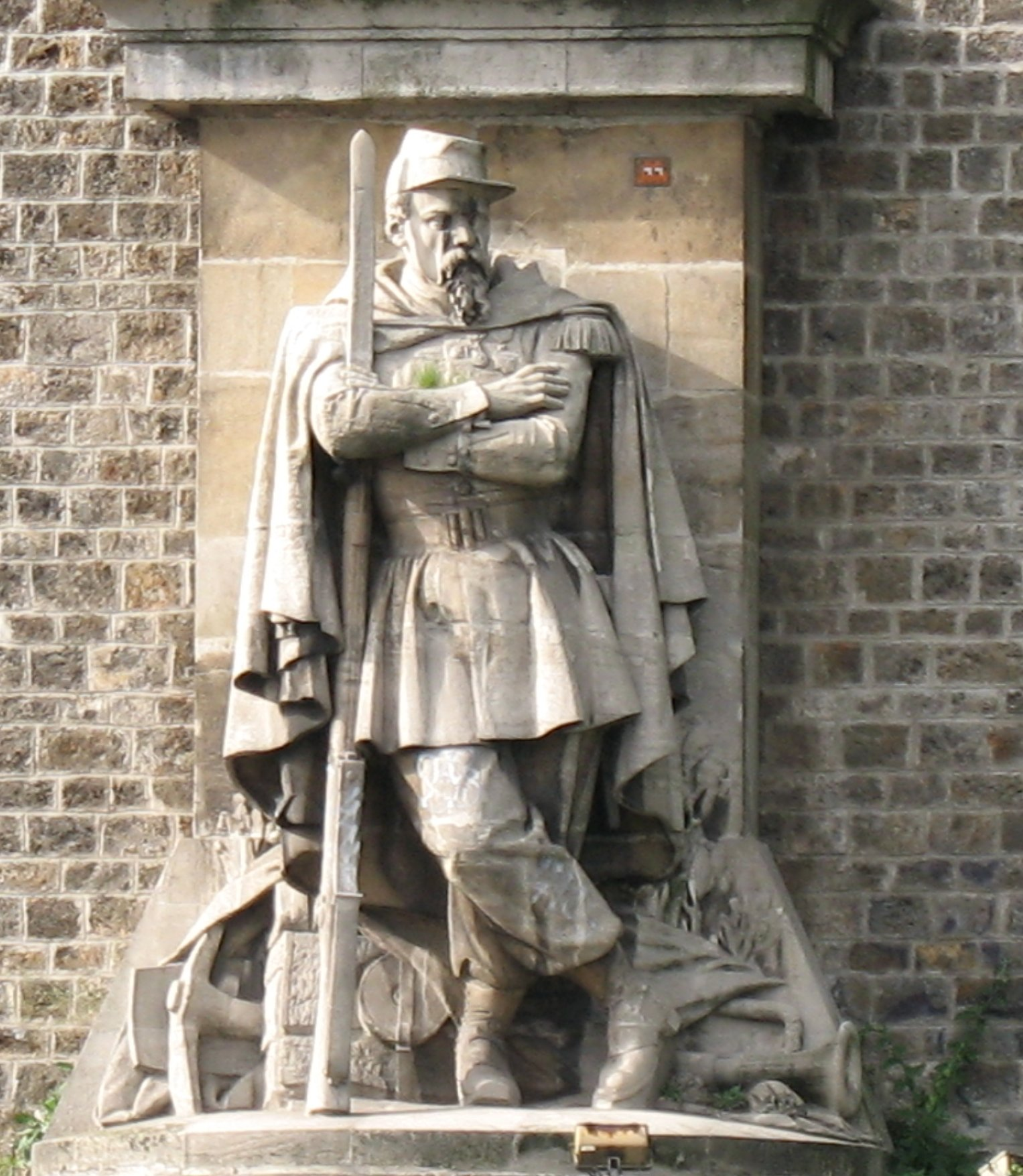
Pomnik tyraliera w Paryżu (proj. Auguste Arnaud)

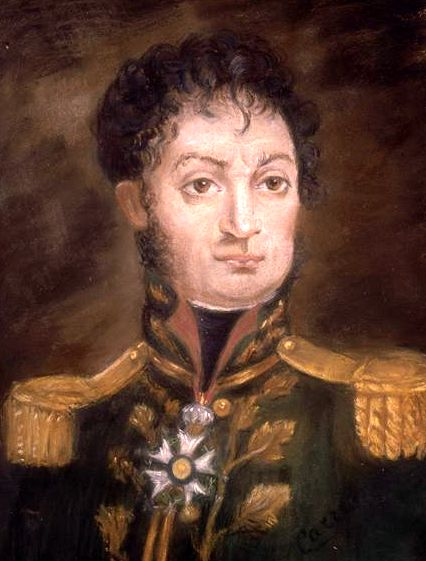
Pierre Cambronne

1 Pułk Tyralierów-Strzelców Pieszych Gwardii Cesarskiej (fr. 1er régiment de chasseurs-à-pied de la Garde Impériale) – pułk lekkiej piechoty Gwardii Cesarskiej I Cesarstwa Francuskiego.
Jego żołnierze brali udział w działaniach zbrojnych okresu wojen napoleońskich, m.in. w bitwie pod Waterloo.

## Nazwy historyczne pułku
- 1800 – Chasseurs-à-Pied de la Garde des Consuls
- 1804 – Régiment des Chhasseurs-à-Pied de la Garde Consulaire
- 1806 – 1er Regiment Chasseurs-à-Pied de la Garde Imperiale
- 1809 – Chasseurs-à-Pied de la Garde Imperiale
- 1811 – 1er Regiment Chasseurs-à-Pied de la Garde Imperiale
- 1815 – 1er Regiment Chasseurs-à-Pied de la Garde Imperiale

## Dowódcy
- 1804 : Jean Louis Gros
- 1813 : Pierre Decouz
- 1813 : Henri Rottembourg
- 1813 : Pierre Cambronne
- 1815 : Claude-Etienne Michel
- 1815 : Pierre Cambronne
- 1815 : Jean-Jacques-Germain Pelet-Clozeau